# Trofee Maarten Wynants 2013 (mannen)
De 3de editie van de Belgische wielerwedstrijd Trofee Maarten Wynants voor mannen werd verreden op 11 mei 2013. De start en finish vonden plaats in Houthalen-Helchteren. De winnaar was Wout Franssen, gevolgd door Clément Lhotellerie en Floris Goesinnen.

## Uitslag
| Trofee Maarten Wynants 2013 |                       |                                   |        |
| Plaats                      | Naam                  | Ploeg                             | Tijd   |
| Winnaar                     | Wout Franssen         | An Post-Chainreaction             | 3u 36' |
| 2                           | Clément Lhotellerie   | Colba-Superano Ham                | z.t.   |
| 3                           | Floris Goesinnen      | Drapac Cycling                    | z.t.   |
| 4                           | Quentin Jauregui      | BKCP-Powerplus                    | z.t.   |
| 5                           | Steven Caethoven      | Accent Jobs-Wanty                 | z.t.   |
| 6                           | Dieter Vanthourenhout | BKCP-Powerplus                    | z.t.   |
| 7                           | Dries Hollanders      | Metec-TKH Continental Cyclingteam | z.t.   |
| 8                           | Benjamin Verraes      | Accent Jobs-Wanty                 | z.t.   |
| 9                           | Dennis Vanendert      | Lotto-Belisol                     | z.t.   |
| 10                          | Kevin De Mesmaeker    | Team Novo Nordisk                 | z.t.   |